# سپنتمدگاه
سپنتمدگاه نام سومین روز از پنج روز اندرگاه است که آن را به نام سومین سرود از گاهان پنجگانه زرتشت خوانده‌اند.
این سرود، که سرود «سپنتامینیو (Spentamainyu)» نیز نام دارد، شامل ۴ سرود؛ از یسن ۴۷ تا ۵۰ می‌باشد.